# 愛知県道476号一色港線
愛知県道476号一色港線（あいちけんどう476ごう いっしきこうせん）は、愛知県西尾市一色町内を通る一般県道である。

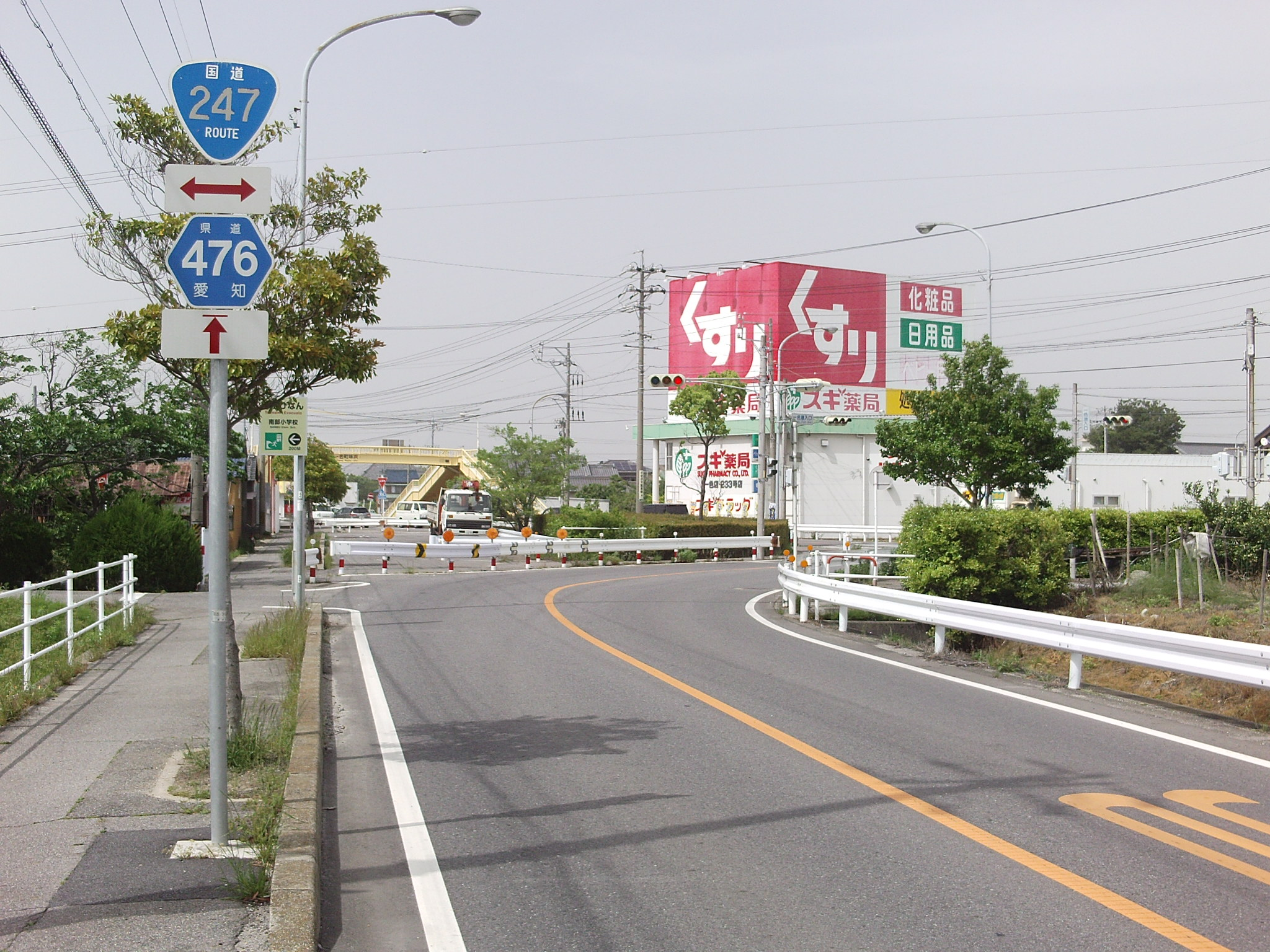
終点の一色町味浜。ガードレールの先は廃道部分。

## 概要

### 路線データ
- 起点：一色港（愛知県西尾市一色町、一色大橋西交差点）
- 終点：愛知県西尾市一色町味浜（国道247号交点）
- 総延長：約1.7km

## 沿革
- 1959年12月15日：認定

## 主な接続道路
- 国道247号（一色港入口交差点）

## 通過する自治体
- 愛知県西尾市

## 沿線周辺
- 一色渡船場（佐久島行き船のりば）
- 三河屋製菓（海老煎餅）
- 一色さかな広場

## 別名
- 大道通り（西尾市（旧一色町））